# Avanzamento o retrazione della radice della lingua
In fonetica articolatoria, l'avanzamento (o avancée) della radice della lingua, sovente designata con la sigla ATR (dall'inglese Advanced tongue root), è un'espansione della cavità farigea, provocata dall'avanzamento della radice della lingua durante la pronuncia di una vocale. L'abbassamento della laringe talvolta provoca la cosiddetta sonorizzazione aspirata (o mormorio).
L'assenza di questa proprietà è
designato come il nome retrazione  (o recul) della radice della lingua. La sigla corrispondente è RTR (per Retracted tongue root).
Questo può essere un tratto fonetico sia delle vocali che delle sillabe (proprietà soprasegmentale).
Nell'Alfabeto fonetico internazionale, l'avanzamento della radice della lingua viene indicato col segno diacritico ‹ ◌̘ ›, per esempio [e̘], e la retrazione da ‹ ◌̙ ›, per esempio [e̙]. La proprietà soprasegmentale viene indicata con +ATR, e la sua assenza (la retrazione) con -ATR.
Nelle lingue in cui si verifica il fenomeno, vocali con l'avanzamento della radice lingua si differenziano da quelli con retrazione della radice della lingua in un sistema di Armonia vocalica. 
Questo fenomeno è presente in molte lingue dell'Africa occidentale.